# Mawbray
Mawbray – wieś w Anglii, w Kumbrii. Leży 32 km na zachód od miasta Carlisle i 427 km na północny zachód od Londynu.